# Раннамаари
Раннамаари — морское чудовище из мальдивских легенд, которые рассказывают о переходе населения Мальдивских островов из индуизма в мусульманскую веру.

## Краткое содержание
Согласно версии арабского путешественника Ибн Баттуты, Раннамаари, морской демон, преследовал народ Мальдив. Чтобы демон успокоился, каждый месяц ему в жертву приносили одну девственницу. В конце каждого месяца по авторитетному решению короля из всех женщин острова выбиралась одна, которая должна была провести ночь в храме. В течение ночи в храм приходил демон, а утром в храме находили безжизненное тело девушки и начинали готовиться к похоронному ритуалу.

## Связанные версии
История о Раннамаари существует в дух вариантах: каноническом и в пересказе Ибн Батуты.
Так звучит версия Ибн Баттуты:
Раннамаари, пресловутый демон моря, преследовал народ Мальдив с самого начала времён. Каждый месяц люди жертвовали одной девственницей, или же демон уничтожил бы их. Девушку выбирал король или его приближённые, и её отправляли в уединённый храм на восточной набережной Мале, где девушка должна была провести ночь. На следующее утро семья несчастной шла в храм и находила труп девушки. Весь народ Мальдив боялся этого чудовища, но однажды путешественник-мусульманин услышал о их беде и попросил провести ночь в храме вместо девушки. Всю ночь путешественник читал в храме Коран, и после этого демон исчез навсегда. В знак благодарности Аллаху все мальдивцы приняли ислам.